# Persone di cognome Watson
| Questa pagina contiene informazioni ricavate automaticamente dalle voci biografiche con l'ausilio del template Bio e di un bot. L'aggiornamento è periodico e automatico e ricostruisce completamente la pagina. Se manca una persona in questa lista, sei pregato di non aggiungerla, ma accertati piuttosto che la sua voce biografica contenga il template Bio e che i dati anagrafici siano correttamente compilati. Se il template Bio manca, inseriscilo tu stesso o, in alternativa, metti l'avviso {{tmp\|Bio}} che ne segnala la mancanza. Se i dati riportati sono sbagliati, correggi direttamente la voce biografica; le modifiche saranno visibili in questa lista entro pochi giorni. Per chiarimenti vedi il progetto antroponimi. La lista contiene solo le 138 persone che sono citate nell'enciclopedia e per le quali è stato implementato correttamente il template Bio. Pagina aggiornata al 23 lug 2025. |

Questa è una lista di persone presenti nell'enciclopedia che hanno il cognome Watson, suddivise per attività principale.

## Allenatori di calcio(7)
- Steve Watson, allenatore di calcio e ex calciatore inglese (North Shields, n. 1974)
- Bobby Watson, allenatore di calcio e ex calciatore scozzese (Airdrie, n. 1946)
- Dave Watson, allenatore di calcio e ex calciatore inglese (Liverpool, n. 1961)
- David Watson, allenatore di calcio e ex calciatore inglese (Barnsley, n. 1973)
- Kevin Watson, allenatore di calcio e ex calciatore inglese (Hackney, n. 1974)
- Mark Watson, allenatore di calcio e ex calciatore canadese (Vancouver, n. 1970)
- Tom Watson, allenatore di calcio inglese (Newcastle upon Tyne, n. 1859 - Liverpool, † 1915)

## Arrampicatori(1)
- Sam Watson, arrampicatore statunitense (Southlake, n. 2006)

## Artisti marziali misti(1)
- Tom Watson, artista marziale misto britannico (Southampton, n. 1982)

## Astronomi(1)
- James Craig Watson, astronomo canadese (Fingal, n. 1838 - † 1880)

## Attivisti(2)
- Donald Watson, attivista britannico (Mexborough, n. 1910 - Keswick, † 2005)
- Paul Watson, attivista e ambientalista canadese (Toronto, n. 1950)

## Attori(7)
- Jack Watson, attore britannico (Thorney, n. 1915 - Bath, † 1999)
- Jim Watson, attore canadese (North Bay, n. 1989)
- Barry Watson, attore statunitense (Traverse City, n. 1974)
- Minor Watson, attore statunitense (Marianna, n. 1889 - Alton, † 1965)
- Moray Watson, attore inglese (Sunningdale, n. 1928 - Londra, † 2017)
- Muse Watson, attore statunitense (Alexandria, n. 1948)
- Roy Watson, attore statunitense (Richmond, n. 1876 - Los Angeles, † 1937)

## Attrici(8)
- Alberta Watson, attrice canadese (Toronto, n. 1955 - Toronto, † 2015)
- Emily Watson, attrice britannica (Londra, n. 1967)
- Emma Watson, attrice e attivista britannica (Parigi, n. 1990)
- Indica Watson, attrice britannica (Londra, n. 2010)
- Lucile Watson, attrice canadese (Québec, n. 1879 - New York, † 1962)
- Rachel Watson, attrice australiana (Perth, n. 1991)
- Susan Watson, attrice e cantante statunitense (Tulsa, n. 1938)
- Terri White, attrice e cantante statunitense (Palo Alto, n. 1948)

## Biologi(1)
- James Dewey Watson, biologo, genetista e biochimico statunitense (Chicago, n. 1928)

## Botanici(1)
- Sereno Watson, botanico statunitense (East Windsor Hill, n. 1826 - Cambridge, † 1892)

## Calciatori(13)
- Allan Watson, ex calciatore e ex giocatore di football americano gallese (Blackwood, n. 1944)
- Andrew Watson, calciatore scozzese (Georgetown, n. 1856 - Londra, † 1921)
- Ben Watson, ex calciatore inglese (Londra, n. 1985)
- Cameron Watson, ex calciatore australiano (Melbourne, n. 1987)
- David Watson, ex calciatore inglese (Stapleford, n. 1946)
- David Watson, calciatore scozzese (Prestwick, n. 2005)
- Franco Watson, calciatore argentino (Córdoba, n. 2002)
- Keith Watson, calciatore scozzese (Livingston, n. 1989)
- Matt Watson, ex calciatore inglese (Redditch, n. 1985)
- Max Watson, calciatore svedese (Bankeryd, n. 1996)
- Vic Watson, calciatore inglese (Girton, n. 1897 - Girton, † 1988)
- Willie Watson, ex calciatore scozzese (New Stevenston, n. 1949)
- Willie Watson, calciatore, allenatore di calcio e crickettista inglese (Bolton on Dearne, n. 1920 - Johannesburg, † 2004)

## Cantanti(2)
- Truth Hurts, cantante e cantautrice statunitense (St. Louis, n. 1971)
- Tones and I, cantante australiana (Melbourne, n. 1993)

## Cantautori(2)
- Doc Watson, cantautore e chitarrista statunitense (Deep Gap, n. 1923 - Winston-Salem, † 2012)
- Patrick Watson, cantautore e musicista canadese (Lancaster, n. 1979)

## Cestiste(2)
- Carrie Watson, ex cestista canadese (Chilliwack, n. 1981)
- Valerie Watson, ex cestista inglese (Middlesbrough, n. 1962)

## Cestisti(14)
- Bobby Watson, cestista e allenatore di pallacanestro statunitense (Central City, n. 1930 - Owensboro, † 2017)
- Earl Watson, ex cestista e allenatore di pallacanestro statunitense (Kansas City, n. 1979)
- Earl Watson, cestista statunitense (Fort Pierce, n. 1990)
- Ken Watson, cestista e allenatore di pallacanestro australiano (Melbourne, n. 1919 - Anglesea, † 2008)
- Maurice Watson, cestista statunitense (Filadelfia, n. 1993)
- Anton Watson, cestista statunitense (Coeur d'Alene, n. 2000)
- C.J. Watson, ex cestista statunitense (Las Vegas, n. 1984)
- Chris Watson, ex cestista statunitense (White Plains, n. 1975)
- Giordan Watson, cestista statunitense (Detroit, n. 1985)
- Ian Watson, cestista australiano (Melbourne, n. 1949 - Melbourne, † 1981)
- Jamie Watson, ex cestista statunitense (Elm City, n. 1972)
- Nate Watson, cestista statunitense (Portsmouth, n. 1998)
- Peyton Watson, cestista statunitense (Long Beach, n. 2002)
- Travis Watson, ex cestista statunitense (San Antonio, n. 1981)

## Chitarristi(2)
- Jeff Watson, chitarrista statunitense (Sacramento, n. 1956)
- Johnny "Guitar" Watson, chitarrista e cantante statunitense (Houston, n. 1935 - Yokohama, † 1996)

## Ciclisti su strada(2)
- Calvin Watson, ex ciclista su strada australiano (n. 1993)
- Samuel Watson, ciclista su strada e pistard britannico (Leeds, n. 2001)

## Crickettisti(1)
- Shane Watson, crickettista australiano (Ipswich, n. 1981)

## Critici letterari(1)
- Ben Watson, critico letterario e critico musicale britannico (n. 1956)

## Dirigenti d'azienda(1)
- Thomas J. Watson, dirigente d'azienda statunitense (Campbell, n. 1874 - New York, † 1956)

## Fisici(1)
- William Watson, fisico e botanico britannico (Londra, n. 1715 - Londra, † 1787)

## Fotografe(1)
- Edith Watson, fotografa statunitense (East Windsor Hill, n. 1861 - Cape Cod, † 1943)

## Fotografi(1)
- Albert Watson, fotografo scozzese (Edimburgo, n. 1942)

## Geologi(1)
- White Watson, geologo e scultore inglese (n. 1760 - † 1835)

## Giocatori di football americano(6)
- Christian Watson, giocatore di football americano statunitense (Phoenix, n. 1999)
- Deshaun Watson, giocatore di football americano statunitense (Gainesville, n. 1995)
- Jaylen Watson, giocatore di football americano statunitense (Augusta, n. 1998)
- Justin Watson, giocatore di football americano statunitense (Bridgeville, n. 1996)
- Menelik Watson, ex giocatore di football americano inglese (Manchester, n. 1988)
- Nathaniel Watson, giocatore di football americano statunitense (Maplesville, n. 2000)

## Golfisti(3)
- Bubba Watson, golfista statunitense (Bagdad, n. 1978)
- John Watson, golfista statunitense
- Tom Watson, golfista statunitense (Kansas City, n. 1949)

## Hockeisti su ghiaccio(4)
- Bryan Watson, hockeista su ghiaccio e allenatore di hockey su ghiaccio canadese (Bancroft, n. 1942 - St. Michaels, † 2021)
- Joe Watson, ex hockeista su ghiaccio canadese (Smithers, n. 1943)
- Greg Watson, ex hockeista su ghiaccio canadese (Calgary, n. 1983)
- Harry Watson, hockeista su ghiaccio canadese (Saint John's, n. 1898 - London, † 1957)

## Imprenditori(1)
- Thomas J. Watson Jr., imprenditore, politico e aviatore statunitense (n. 1914 - † 1993)

## Matematici(1)
- George Neville Watson, matematico inglese (Westward Ho!, n. 1886 - Leamington Spa, † 1965)

## Medici(1)
- Mona Chalmers Watson, medico e nutrizionista britannica (India, n. 1872 - Rolvenden, † 1936)

## Militari(1)
- Hugh Watson, ufficiale britannico (Saltfleetby, n. 1872 - Windsor, † 1954)

## Musicisti(1)
- Chris Watson, musicista e compositore britannico (Sheffield, n. 1952)

## Nuotatori(1)
- Josh Watson, ex nuotatore australiano (Newcastle, n. 1977)

## Nuotatrici(3)
- Lillian Watson, ex nuotatrice statunitense (Mineola, n. 1950)
- Lynne Watson, ex nuotatrice australiana (n. 1952)
- Rachael Watson, nuotatrice australiana (n. 1992)

## Ostacoliste(1)
- Sage Watson, ostacolista e velocista canadese (Medicine Hat, n. 1994)

## Pallanuotiste(1)
- Debbie Watson, pallanuotista australiana (Sydney, n. 1965)

## Pallavoliste(1)
- Karis Watson, pallavolista statunitense (Rock Hill, n. 1992)

## Pattinatrici artistiche su ghiaccio(1)
- Jill Watson, ex pattinatrice artistica su ghiaccio statunitense (Bloomington, n. 1963)

## Piloti automobilistici(1)
- John Watson, ex pilota automobilistico britannico (Belfast, n. 1946)

## Pittori(1)
- Homer Watson, pittore canadese (Doon, n. 1855 - † 1936)

## Poetesse(1)
- Elizabeth Jane Weston, poetessa inglese (Chipping Norton - Praga, † 1612)

## Poeti(1)
- Thomas Watson, poeta inglese (Londra, n. 1555 - † 1592)

## Politiche(2)
- Diane Watson, politica statunitense (Los Angeles, n. 1933)
- Hilda Watson, politica canadese (n. 1922 - † 1997)

## Politici(3)
- Chris Watson, politico australiano (Valparaíso, n. 1867 - Sydney, † 1941)
- Graham Watson, politico britannico (Rothesay, n. 1956)
- Kirk Watson, politico e avvocato statunitense (Oklahoma City, n. 1958)

## Predicatori(1)
- Thomas Watson, predicatore e teologo inglese (n. 1620 - † 1686)

## Psicologi(1)
- John Watson, psicologo statunitense (Travelers Rest, n. 1878 - Woodbury, † 1958)

## Registi(1)
- William Watson, regista e sceneggiatore canadese (Montréal, n. 1896 - † 1967)

## Religiosi(1)
- Ian Maclaren, religioso e scrittore britannico (Manningtree, n. 1850 - Mount Pleasant, † 1907)

## Rugbisti a 15(2)
- Anthony Watson, rugbista a 15 britannico (Ashford, n. 1994)
- Hamish Watson, rugbista a 15 scozzese (Manchester, n. 1991)

## Scacchisti(1)
- John Watson, scacchista e scrittore statunitense (Milwaukee, n. 1951)

## Scrittori(3)
- Ian Watson, scrittore e sceneggiatore britannico (n. 1943)
- Larry Watson, scrittore e poeta statunitense (Rugby, n. 1947)
- S. J. Watson, scrittore inglese (Stourbridge, n. 1971)

## Scrittrici(2)
- Christie Watson, scrittrice britannica (Stevenage, n. 1976)
- Renée Watson, scrittrice statunitense (Paterson, n. 1978)

## Skeletonisti(1)
- Anthony Watson, skeletonista e modello giamaicano (n. 1989)

## Sollevatori(1)
- Bill Watson, sollevatore britannico (Lewisham, n. 1918 - † 1998)

## Statistici(1)
- Geoffrey Watson, statistico australiano (Bendigo, n. 1921 - Filadelfia, † 1998)

## Tenniste(4)
- Cindy Watson, ex tennista australiana (n. 1978)
- Heather Watson, tennista britannica (Guernsey, n. 1992)
- Lillian Watson, tennista britannica (Harrow, n. 1857 - Berkswell, † 1918)
- Maud Watson, tennista britannica (Harrow, n. 1864 - Charmouth, † 1946)

## Tenori(1)
- Russell Watson, tenore inglese (Salford, n. 1966)

## Traduttori(1)
- Burton Watson, traduttore, iamatologo e sinologo statunitense (New York, n. 1925 - Kamagaya, † 2017)

## Triatleti(1)
- Craig Watson, triatleta neozelandese (Invercargill, n. 1971)

## Veliste(1)
- Jessica Watson, velista australiana (Gold Coast, n. 1993)

## Velocisti(1)
- Antonio Watson, velocista giamaicano (n. 2001)

## Wrestler(2)
- Mikey Whipwreck, ex wrestler statunitense (Buffalo, n. 1973)
- Xavier Woods, wrestler statunitense (Columbus, n. 1986)

## Zoologi(1)
- Robert Boog Watson, zoologo e religioso britannico (Burntisland, n. 1823 - Edimburgo, † 1910)

## Senza attività specificata(3)
- Amy Watson, ex ballerina e direttrice artistica statunitense (Oceanside, n. 1981)
- Edward Watson, ex ballerino britannico (Bromley, n. 1976)
- Leroy Watson, ex arciere britannico (Broseley, n. 1966)